# Mysmenopsis palpalis
Mysmenopsis palpalis là một loài nhện trong họ Mysmenidae.
Loài này thuộc chi Mysmenopsis. Mysmenopsis palpalis được Otto Kraus miêu tả năm 1955.